# Talilit
Talilit (en àrab تليليت, Talīlīt; en amazic ⵜⴰⵍⵉⵍⵉⵜ) és una comuna rural de la província de Driouch, a la regió de L'Oriental, al Marroc. Segons el cens de 2014 tenia una població total de 5.208 persones.